# Laura Stainkrycer
Laura Stainkrycer est une actrice française née le 16 décembre 1984 à Paris. Elle est notamment connue pour son rôle de Sarah Meyer dans la série française, Un village français.

## Filmographie

### Télévision
- 2010 : Au siècle de Maupassant : Contes et nouvelles du XIXe siècle : Victoire Flamant (saison 2, épisode 6)
- 2009 - 2013 : Un village français : Sarah Meyer (saison 1 à 5)
- 2009 : Louis la Brocante : Claire (saison 11, épisode 3)
- 2006 : Femmes de loi : Virginie Camus (saison 6, épisode 8)
- 2005 : Joséphine, ange gardien : Céline (saison 9, épisode 3)

### Cinéma
- 2007 : La Môme d'Olivier Dahan : deuxième prostituée